# Quantcast
Quantcast és una empresa tecnològica americana fundada el 2006. Està especialitzada anuncis en temps real basats en intel·ligència artificial i en mesurar audiències. El 2018, segons dades de la companyia, mesurava de forma fiable més de cent milions de portals web. Té oficines als Estats Units, Canadà, Austràlia, Singapur, Regne Unit, Irlanda, França, Alemanya, Itàlia i Suècia.

## Història
Quantcast fou fundada el 2006 per crear un primer servei d'avaluació que es basa en la mesura directa, de forma oposada al mètode tradicional de Nielsen.
L'empresa va ser creada per la convicció que els anuncis en línia requereixen dades fiables per ser exitosos. Van comencar recollint dades detallades i en temps real de les característiques de l'audiència a internet. Van atènyer aquest objectiu amb galetes (cookies) en contingut digital a portals web d'internet. Aquestes galetes permeten mesurar característiques de l'audiència com l'edat, el sexe, les àrees d'interès i la freqüencia de compromís (engagement) amb els diferents continguts. Aquesta informació és feta pública i està disponible per ser utilitzada pels experts en màrqueting i pels editors. Ha d'ajudar-les a comprendre millor l'audiència, i conèixer-ne més detalls.
El 2009, Quantcast va llançar la divisió de publicitat en temps real del seu negoci (anomenada Quantcast Advertise). Hi fa servir totes les dades sobre comportament humà que havien obtingut per la mesura directa d'audiències. El 2010, van llençar el Quantcast’s Publisher Program que era el primer servei de mesurar trànsit on-line que va rebre acreditació oficial del Media Rating Council (MRC en les seves sigles en anglès).
El 2013, l'empresa va adquirir el programa MakeGood, una empresa emergent de tecnologia de publicitat que simplifica l'administració de dades i la confecció d'informes per campanyes publicitàries en línia. La tecnologia va ser integrada en Quantcast Advertise per realçar les funcions de fer informes per les campanyes de Quantcast. Això va empènyer l'empresa més a prop de la competència en la categoria d'efectivitat dels anuncis, la qual inclou empreses com comScore. El 2016 va crear un programari de formació en línia al màrqueting digital.

## Reconeixement
- 2010: Fast Company Most Innovative Companies - Web[12]
- 2011: Business Insider Digital 100: Quantcast Ranked #54[13]
- 2011: OnMedia 100 Top Private Companies - B2B: Advertising Analytics[14]
- 2012: AlwaysOn Global 250 Top Private Companies[15]
- 2012: Wired magazine: The 10 San Francisco Tech Companies You Wish You Worked For[16]